# Зайцева, Мария Данииловна
Мари́я Дании́ловна За́йцева (род. 11 января 1983, Москва, РСФСР, СССР) — российская певица, музыкант, композитор, продюсер и автор песен. Одна из двух основательниц и лидеров дуэта «#2Маши». Победитель проекта «Один в один!» на телеканале «Россия-1».

## Биография
Мария Данииловна Зайцева — российская певица, участница музыкальных телешоу «Народный артист», «Голос», «Точь-в-точь», «Маска», «Один в один!». Входила в состав групп «Ассорти» и N.A.O.M.I. Основала вместе с Марией Шейх группу «#2Маши». В данное время занимается сольным проектом как автор и исполнитель.

## Детство и юность
Отец — Даниил Семёнович Зайцев, по национальности еврей, русский, немец; мама Елена Георгиевна Бекташянц — армянка. Родители будущей звезды эстрады не имели никакого отношения к миру искусства, они врачи. Маша с ранних лет увлекалась музыкой, вокалом и сочиняла песни. В возрасте десяти лет в течение года обучалась игре на фортепиано. Специального музыкального образования у Марии нет. Её кумирами были Мадонна, Стиви Уандер, Майкл Джексон, Уитни Хьюстон, Джордж Майкл, Рэй Чарльз. Также она любила рисовать. Училась в школе № 1102 и № 1253. В 1999 году окончила вечернюю школу № 7. Два последних класса окончила экстерном.
В 2000—2001 годах училась в Российской правовой академии Министерства юстиции РФ. Диплом о высшем образовании получила в Российском государственном университете правосудия (РГУП), который окончила в 2004 году по специальности «Уголовное право». К моменту получения диплома она уже сделала выбор в пользу музыки и выступлений на сцене.

## Карьера
Летом 2003 года Мария Зайцева приняла участие в шоу «Народный артист» телеканала Россия-1. Ей удалось выйти в полуфинал. Проект дал ей хороший опыт, особенно по части умения свободно держаться на сцене. Именно тогда появилась в её репертуаре композиция «Вера и любовь».
В 2004 году продюсер Евгений Фридлянд принял решение создать из финалисток проекта «Народный артист» женскую поп-группу под названием «Ассорти». Группа быстро завоевала признание публики и обзавелась своей аудиторией слушателей и зрителей. В «Ассорти» Зайцева проработала до тех пор, пока продюсеры не решили обновить условия контракта и внести в него пункты, запрещающие участницам заводить семьи и рожать детей во время работы в коллективе.
В 2011 году Мария Зайцева стала участницей группы N.A.O.M.I., где вместе с ней выступали экс-участницы «Ассорти» Анна Алина, Наталья Поволоцкая, Арина Риц и Ольга Ватлина. В составе группы певица стала Лауреатом международного конкурса «Новая Волна» в Юрмале. Группа стала третьей на Десятом юбилейном конкурсе.
В 2013 году Мария попробовала свои силы во 2-м сезоне шоу «Голос». Спустя год она стала участницей «Голос. 3 сезон». В ходе слепого прослушивания Мария исполняла песню «Why» Энни Леннокс. К ней повернулись все мужчины-наставники. Мария выбрала команду Леонида Агутина.

## «#2Маши»
В январе 2014 года на отдыхе в Таиланде она познакомилась с Марией Шейх, которая писала тексты и мечтала о сцене. Девушки сразу поняли, что у них близки вкусы и интересы. Так Мария Зайцева вместе с Марией Шейх организовали группу «#2Маши».
26 октября 2015 года девушки презентовали свой дебютный клип, в рамках дуэта #2Маши — «Теперь нас двое». Позже это стало названием первого альбома группы, который вышел в мае 2016 года как онлайн-альбом. Пластинка за сутки попала в топ iTunes. Мария Зайцева поделилась с журналистами догадками по поводу такой популярности. Певица считает, что группа «#2Маши» заняла пустующую до этого нишу: до этого проекта в России не было дуэта, где одна исполнительница бы пела, а другая читала рэп. Музыку, и тексты песен девушки писали самостоятельно.
30 мая 2017 года дуэт выступил на церемонии награждения премии RU TV. Группа продолжила выпускать отдельные синглы, которые доступны для скачивания в iTunes и других цифровых музыкальных магазинах.
Певицы проводили акустические квартирники, где исполняли свои песни под аккомпанемент гитары. С такими квартирниками девушки гастролировали по городам центральной части России.
В июле 2017 года группа выпустила клип на песню «Стервы» (реж. Ирина Миронова), вошедший во второй альбом группы — «Теперь нас много», релиз которого пришёлся на 19 октября 2017 года.
В октябре 2018 года дуэт становится Лауреатом независимой музыкальной премии «Золотая Горгулья» как лучшая поп-группа года.
В ноябре 2019 года за песню «Босая» группа получила статуэтку на премии «Золотой граммофон».
В декабре того же года дуэт #2Маши победил на Российской национальной музыкальной премии в номинации «Танцевальный хит года» с песней «Мама, я танцую».
Весной 2021 года участницы дуэта представили в интернете трек «Едкие слова», с которым могли поехать на конкурс Евровидение вместо Манижи. Трек стал русскоязычной версией композиции «Bitter Words», с которой в марте #2Маши боролись за участие в международном песенном конкурсе.
В апреле 2021 года дуэт стал победителем IV ежегодной премии ЖАРА MUSIC AWARDS 2021, в категории «Женское видео» с клипом на песню «Много кофеина».
Весной 2022 года Маша Шейх сообщила в соцсети, что проект «2Маши» временно прекращает творчество. По мнению певицы, сделать это было нужно намного раньше. Что стало истинной причиной распада коллектива, артистка не сообщила. Исполнительницы указали, что хотят взять творческую паузу, чтобы подумать, как видится будущее музыкального проекта.
13 мая 2022 года дуэт «#2Маши» отыграл большой сольный концерт в Крокус Сити холл. А 17 мая, на той же сцене, девушки исполнили песню «В унисон», в рамках V ежегодной премии ЖАРА MUSIC AWARDS 2022.

## Сольное творчество
Летом 2020 года Мария представила своим поклонникам клип на песню «Если бы», где кроме исполнения она является автором слов и музыки. А зимой вышла ещё одна сольная работа певицы, песня «Раньше», релиз которой пришёлся на 11 декабря 2020 года.
Также Мария Зайцева стала участницей пятого сезона популярного телепроекта Первого канала «Точь-в-точь», на котором выступала весьма успешно. Трансляция программы состоялась весной 2021 года. Но ей пришлось преждевременно покинуть проект. У певицы был обнаружен COVID-19. Тем не менее, Зайцева завоевала приз зрительских симпатий и специальный приз от жюри.
Летом 2021 года Мария Зайцева выпустила очередную сольную работу – клип «Хвала».
10 декабря 2021 года состоялась официальная премьера клипа «Вера и Любовь», песни (муз и сл. Ким Брейтбург), которая была написана специально для Марии Зайцевой и проекта «Народный артист». Через 18 лет песня обрела новую жизнь.
15-16 апреля 2022 года Мария Зайцева приняла участие в гала-шоу «Ледниковый период» по случаю юбилея Татьяны Анатольевны Тарасовой. Певица исполнила песню «Посвящение женщине» (сл. М. Цветаева, муз. Т. Гвердцители). Там же Мария представила свою новую работу «То чувство», а серебряные олимпийские чемпионы Евгения Тарасова и Владимир Морозов прочитали её на льду.
Участвовала в третьем сезоне шоу «Маска» на НТВ под маской Анубиса. Была угадана членами жюри и заняла второе место.
В данный период Мария Зайцева трудится над циклом работ под названием «СЕМЬ» и другими сольными песнями.
17 февраля 2023 года в клубе «Мумий Тролль Music Bar» состоялся первый сольный концерт Марии Зайцевой.
2 апреля состоялась премьера клипа «Не вернусь». Автором музыки и слов песни стала Рита Дакота. «Я очень надеюсь, что этот клип в первую очередь отзовётся в сердцах тех, кто находится сейчас в сложных взаимоотношениях, и поможет сделать для себя правильный выбор и срочно покинуть этот бесконечный, тревожный вагон, который расшатывает 24/7 нервную систему и раздирает душу. Я знаю как сложно это сделать, знаю, что такое созависимость, но так же понимаю как важно разорвать этот круг ада, потому что к сожалению иногда случается и так, что уже поздно. Пусть эта песня и клип придадут вам сил действовать и идти дальше без оглядки. Жизнь бесценна. Ваша жизнь — не исключение.», — написала об этом клипе Мария Зайцева.
26 апреля 2024 года вышел совместный трек с Русланом Тагиевым — «Любви лопасти».
Осенью 2024 года на канале НТВ стартовали съёмки третьего сезона «Шоу Аватар». Мария приняла участие в шоу в образе Медузы Горгоны и дошла до Финала. 
Весной 2025 Мария Зайцева приняла участие в шоу перевоплощений «Один в один!» на телеканале «Россия-1». 28 марта 2025 в телеэфир вышел финальный выпуск 6-го сезона шоу. По итогам голосования членов жюри и самих участников Мария Зайцева заняла первое место, набрав 361 балл.

## Личная жизнь
На проекте «Народный артист» Мария Зайцева познакомилась с Алексеем Гоманом, победителем этого музыкального телеконкурса. В 2003 году влюблённые начали жить вместе. После шести лет совместной жизни, в 2009 году Гоман и Зайцева поженились. 28 декабря 2012 года у Марии и Алексея родилась дочка Александрина. В 2013 году супруги объявили о своём расставании. Как признался в интервью Гоман, супруги расстались без ссор и скандалов. В конце 2014 года журналисты выяснили, что Мария Зайцева развелась с мужем. При этом певица не комментировала данную информацию. 
После успешного совместного выступления в 2024 году на шоу «Дуэты», Мария и Алексей записали песню «Vivo Per Lei» и сняли на неё клип.
16 мая 2025 года Алексей Гоман и Мария Зайцева представили совместную песню «Потеряны во времени».
В феврале 2022 года выступила против вторжения России на Украину.

## Сольные синглы
- «Гармония» / «Harmony» (2013)
- «Сижу на диване» (2013)
- «Теряю голову» (2015)
- «Если бы» (2020)
- «Раньше» (2020)
- «Not To Love You» (2021)
- «Хвала» (2021)
- «In Love» (2021)
- «Вера и любовь» (2021)
- «То чувство» (2022)
- «Там, где небо» (2022)
- «Селяви» (2022)
- «Thank You Very Much» (2022)
- «Friends» (2022)
- «Зима-холода» (2022)
- «Не вернусь» (2023)
- «Шансов ноль» (2023)
- «Слишком красиво» (2023)
- «Я обниму тебя голосом» (2023)
- «Призрак» (2023)
- «Угораздило» (2024)
- «Небо» (2024)
- «Манжерок» (2024)
- «Моя земля» (2024)
- «Танго в понедельник» (2024)
- «Живем! Поем! Танцуем!» (2024)
- «Мимо» (2025)